# Alexander and the Terrible, Horrible, No Good, Very Bad Road Trip
Alexander and the Terrible, Horrible, No Good, Very Bad Road Trip är en amerikansk familje- och komedifilm som hade premiär på strömningstjänsten Disney+ den 28 mars 2025. Filmen är regisserad av Marvin Lemus och manus har Matt Lopez och Judith Viorst skrivit.

## Handling
Filmen handlar om en mexikansk-amerikansk familj som nyligen tappat kontakten med varandra. För att hitta tillbaka ger de sig ut på en episk roadtrip som omedelbart går fullständigt fel.

## Rollista (i urval)
- Thom Nemer – Alexander Garcia
- Eva Longoria – Val Garcia
- Jesse Garcia – Frank Garcia
- Paulina Chávez – Mia Garcia
- Rose Portillo – Lidia Garcia
- Cheech Marin – Gil Garcia
- Harvey Guillén – Claudio
- Cristo Fernández – Chavo